# Júlio César de Melo e Sousa
Júlio César de Mello e Souza  (Rio de Janeiro, 6 de maio de 1895 — Recife, 18 de junho de 1974), mais conhecido como Malba Tahan, foi um professor, educador, pedagogo, conferencista, matemático e escritor do modernismo brasileiro, e, através de seus romances infanto-juvenis, foi um dos maiores divulgadores da matemática do Brasil. Júlio César viveu quase toda sua infância na cidade paulista de Queluz e, quando criança, já dava mostras de sua personalidade original e imaginativa, costumava escrever histórias com personagens de nomes absurdos, e, outros, sem função no contexto.
Seu pai, João de Deus de Mello e Souza, e sua mãe, Carolina de Mello e Souza, ambos professores, tinham uma renda familiar apenas suficiente para criar os quinze filhos do casal, entre eles, João Baptista, também escritor, mas tampouco conhecido quanto Júlio. Durante seu tempo no Colégio Pedro II, no qual estudava, Júlio começou a vender redações para os estudantes por 400 réis cada, dinheiro da época, iniciando seu futuro de escritor. Suas obras focavam no didatismo para ensinar a matemática de uma forma divertida e diferente, fugindo do tradicional modelo que utiliza fórmulas já determinadas. O autor colocava desafios matemáticos nos livros, aguçando a criatividade e incentivando a descoberta. Seu livro mais conhecido, O Homem que Calculava, é uma coleção de problemas e curiosidades matemáticas apresentada sob a forma de narrativa das aventuras de um calculista persa à maneira dos contos de Mil e Uma Noites.
Ele é famoso no Brasil e no exterior por seus livros de recreação matemática e fábulas/lendas passadas no Oriente, muitas delas publicadas sob o heterônimo/pseudônimo, na qual ficou mais conhecido, de Malba Tahan, ele criou este personagem por acreditar que um escritor brasileiro não chamaria atenção escrevendo contos árabes, e, para dar mais verossimilhança à história, criou também um tradutor para os livros, o Prof. Breno Alencar Bianco. Júlio ocupou a cadeira número 8 da Academia Pernambucana de Letras. Faleceu em 1974, aos 79 anos de idade, vítima de um ataque cardíaco.

## Biografia

### Juventude
Júlio César viveu quase toda a infância na cidade paulista de Queluz. Seu pai, João de Mello e Souza, e sua mãe, Carolina de Mello e Souza, ambos professores, tinham uma renda familiar apenas suficiente para criar os nove filhos do casal. Quando criança, já dava mostras de sua personalidade original e imaginativa. Gostava de criar sapos (chegou a ter 50 deles no quintal de sua casa) e já escrevia histórias com personagens de nomes absurdos como Mardukbarian, Protocholóuski ou Orônonsio. e outros sem função no contexto. A infância tranquila em Queluz, as peripécias de Júlio César e suas relações familiares foram mais tarde descritas pelo irmão escritor João Baptista de Mello e Souza, no livro Meninos de Queluz.
Em 1905, aos dez anos, foi enviado pelo pai ao Rio de Janeiro onde deveria se preparar para o Colégio Militar. Ingressou no Colégio Militar do Rio de Janeiro em 1906, onde permaneceu até 1909 quando se transferiu para o Colégio Pedro II. Uma de suas lembranças como aluno interno do Colégio Pedro II relacionava-se com as aulas do Professor de Português José Julio da Silva Ramos - membro da Academia Brasileira de Letras. Ele passava redações para os alunos fazerem. Os alunos que não faziam, recebiam zero. Esta nota impedia que eles voltassem para casa no final de semana. Como escrevia bem, Julio Cesar passou a vender redações para os colegas e assim conseguia comprar chocolate, pois o que recebia por semana dava apenas para ele ir e voltar para a casa de uma tia, onde passava os finais de semana.
Em outubro de 1912, conseguiu seu primeiro trabalho formal. Foi nomeado, pelo Ministro de Estado da Justiça e Negócios Interiores, Auxiliar da Biblioteca Nacional, tendo assim privilegiada oportunidade de conviver com milhares de livros.
Concluiu o curso normal na então Escola Normal do Distrito Federal atual Instituto Superior de Educação do Rio de Janeiro (ISERJ) e, depois Diplomou-se em Engenharia Civil pela Escola Politécnica da Universidade Federal do Rio de Janeiro em 1913.

### Carreira como Professor
| “ | “O professor de Matemática em geral é um sádico. Ele sente prazer em complicar tudo” | ” |

Júlio César de Mello e Souza começou a ministrar aulas em 1913. Em 1914 sua família mudou-se para o Rio de Janeiro devido à morte de seu pai (1911). Assim, sua mãe poderia acompanhar os estudos de seus filhos menores. Na oportunidade, Carolina de Mello e Souza, fundou um externato em Copacabana, para prover a subsistência de seus filhos. Lá Julio Cesar e seus irmãos trabalharam como professores. Enquanto estudava no curso superior de Engenharia Civil e dava aulas na escola de sua mãe, Julio Cesar era aluno do curso noturno da Escola Normal do Distrito Federal, atual Instituto Superior de Educação do Rio de Janeiro (ISERJ)
Em 1921, Julio Cesar assumiu, no Instituto de Educação do Rio de Janeiro, o cargo de Professor Substituto do docente Euclides Roxo, que havia inovado o ensino da matemática e de quem havia sido aluno. Dois anos depois, tornou-se professor desta instituição, por concurso público, onde lecionou durante 40 anos. Mais tarde, tornou-se seu Professor Catedrático do Colégio Pedro II. Lá conheceu Nair Marques da Costa, sua ex-aluna, com quem se casou em 26 de março de 1925 e teve 3 filhos.
Lecionou ainda, na Escola Normal da Universidade do Brasil e na Faculdade Nacional de Educação, onde recebeu o título de Prof. Emérito.
Começou lecionando História, depois Geografia. Não continuou sendo professor destas disciplinas, pois, segundo ele, elas carecem de atualização constante.
Depois começou a ensinar Física. A prática dos laboratórios o afastou desta área do conhecimento. Decidiu então ensinar matemática, alegando que a matemática era uma disciplina imutável, isenta de valores e organizada por números. Uma curiosidade é que Júlio César foi um aluno com mau desempenho em matemática (seu boletim chegou a registrar em vermelho uma nota dois, em uma sabatina de Álgebra, e raspou no cinco, em uma prova de Aritmética). Julio apontava o ensino tradicional como vilão.
Júlio César não gostava da didática da época, que se resumia a cansativas exposições orais. Mal-humorado, classificou-a mais tarde como "O detestável método da salivação". Ele defendia o uso dos jogos nas aulas de Matemática. Enquanto os outros professores usavam apenas o quadro-negro e a linguagem oral, ele recorria à criatividade, ao estudo dirigido e à manipulação de objetos. Suas aulas eram movimentadas e divertidas. Defendia a instalação de laboratórios de Matemática em todas as escolas. Em sala de aula, não dava zeros, nem reprovava. "Por que dar zero, se há tantos números?", dizia. "Dar zero é uma tolice". O professor Julio Cesar encarregava os melhores da turma de ajudar os mais fracos. "Em junho, julho, estavam todos na média', garantiu no depoimento ao Museu da Imagem e do Som.
Por isso, diz-se que ele foi o precursor de uma tendência que se afirma com vigor e tem adeptos em todo o Brasil: a Educação Matemática.
Sua fama como pedagogo logo se espalhou e ele era convidado para palestras em todo o país.
Ensinou também no Instituto de Educação e na Escola Nacional de Educação. Além das aulas, Julio Cesar proferiu mais de 2 000 palestras por todo o Brasil e em algumas localidades do exterior. Ficou célebre por sua técnica como contador de histórias e por sua atuação inovadora como professor.
No início da década de 1930 ele criticou Jacomo Stávale e Algacyr Maeder, respectivamente, sobre suas publicações didáticas em matemática.

### A carreira de escritor
A carreira de Júlio César como escritor começou com uma colaboração ao jornal O Imparcial. Foi nesta época que nasceu a ideia de criar um pseudônimo. Júlio César gostava de escrever e, conhecedor de como se dava o funcionamento do jornal, sabia que o mesmo dispunha de espaço para publicações literárias. Assim, enviou alguns de seus contos à Leônidas Rezende (diretor do jornal, à época), pedindo-lhe para que fossem publicados, pois eram curtos e as pessoas poderiam ler no bonde. Mas Leônidas não deu importância ao trabalho de Júlio, e os papéis ficaram vários dias jogados sobre uma mesa da redação. Sem fazer nenhum comentário, Júlio pegou o trabalho de volta. No dia seguinte levou os mesmos contos ao jornal, mas com a assinatura de R. S. Slade, um fictício escritor americano. Disse ao editor que tinha acabado de traduzi-los e que fazia grande sucesso em Nova York. O primeiro deles (A Vingança do Judeu) foi publicado já no dia seguinte, na primeira página. Os outros quatro tiveram o mesmo destaque posteriormente. Júlio aprendeu a lição e decidiu virar Malba Tahan. Assim, nos anos seguintes, o jovem escritor estudou a fundo todos os aspectos da cultura árabe e da oriental. Em 1925, propôs a Irineu Marinho, dono do jornal carioca A Noite, uma série de "contos de mil e uma noites", escritos pelo escritor fictício Malba Tahan, que assinava os contos (que normalmente se passavam no Oriente) com comentários do igualmente fictício Prof. Breno de Alencar Bianco. Ao ler os contos, Marinho gostou muito e pediu a seu secretário, Euricles de Mattos, para que esse trabalho fosse publicado com destaque na primeira página do Jornal. O título do trabalho seria "Contos das Mil e Uma Noites" e os contos seriam precedidos por uma biografia de Malba Tahan; assim, os leitores não saberiam que Malba Tahan era um pseudônimo.
A partir de 1925, o jornal paulista Folha da Noite também passou a publicar os contos de Malba Tahan numa seção denominada "Contos Árabes de Malba Tahan."
Após ter publicado seus contos nos jornais A Noite e Folha da Noite, Malba Tahan lançou um livro denominado Contos de Malba Tahan e o inscreveu num concurso da Academia Brasileira de Letras (ABL), porém não foi contemplado. Mas, em 1930, Tahan foi condecorado por esta academia pelo livro Céu de Allah e, em 1939, pelo livro O Homem que Calculava.
A "farsa artística" de Mello e Souza não ficaria escondida por muito tempo. A figura do árabe escritor foi revelada apenas oito anos depois do lançamento do primeiro livro de Malba Tahan, Contos de Malba Tahan (de 1925). Em 1933, a poetisa Rosalina Coelho Lisboa, constatou que Radiales Kipling, indicado como tradutor da obra “Sama-Ullah, contos orientais”, nunca fizera aquele tipo de trabalho. Mello e Souza, por distração, provocação ou mesmo numa tentativa de ser reconhecido, havia colocado em um de seus livros uma relação das “Obras de Malba Tahan”, com informações sobre tradutores.
Entre os anos de 1933 e 1939, foram publicados ou reeditados mais de quinze títulos assinados por Malba Tahan, além de vinte e nove didáticas para o ensino de matemática, assinadas por Júlio César de Mello e Souza.
Em fevereiro de 1953, Felisbello Beletti, então diretor do Instituto de Identificação Félix Pacheco, emitiu portaria permitindo a inclusão nas carteiras de Identidade de pseudônimos de natureza literária, artística, jornalística, eclesiástica ou comercial. Júlio César foi uma das primeiras personalidades a aderir ao modelo. Em 1958, ele reconheceu o Instituto como uma exceção à Administração Pública por lhe reconhecer o o direito de uso do nome Malba Tahan.
Até o fim da vida, Julio Cesar escreveu e publicou livros de ficção, recreação e curiosidades matemáticas, didáticos e sobre educação, com seu nome verdadeiro ou com o ilustre pseudônimo.
Produziu 69 livros de contos e 51 de matemática. Sua obra mais famosa, O Homem que Calculava, já foi traduzida para mais de 12 idiomas. Entre outros livros de destaque do autor estão Salim, o mágico, Lendas do deserto, A caixa do futuro e Mil histórias sem fim.
Trabalhou ainda como diretor responsável da Revista Al-Karizmi, registrada em 1946. Esta revista publicava recreações matemáticas, jogos, curiosidades, histórias, problemas, artigos de colaboradores e uma extensa coleção de livros. Além desta, atuou nas revistas Damião (1951) e Lilaváti (1957)

#### Movimento Literário e Estilo
Júlio César costuma ser classificado como um escritor do modernismo brasileiro. Sua obra, no entanto, foca no didatismo para ensinar a matemática e não pode ser comparada a outros autores do período.
Ele estabeleceu uma didática própria, que buscava transformar a matemática em uma disciplina divertida. Investia em diferentes formas de ensinar, fugindo do tradicional modelo que utiliza fórmulas já determinadas. O autor colocava desafios matemáticos nos livros, aguçando a criatividade e incentivando a descoberta.
Juntamente com  Cecil Thiré (avô do ator homônimo), Euclides Roxo e Irene Albuquerque, participou do movimento de modernização do ensino da matemática no Brasil.

### Outras atividades
Júlio César foi um enérgico militante também conhecido por Júlio Gatoso pela causa dos hanseníacos. Por mais de 10 anos editou a revista Damião, que combatia o preconceito e apoiava a humanização do tratamento e a reincorporação dos ex-enfermos à vida social. Deixou, em seu testamento, uma mensagem de apoio aos hanseníacos para ser lida em seu funeral. Com 520 000 pessoas que foram para homenageá-lo.
Julio César foi ainda apresentador de programa nas rádios Nacional, Clube e Mairynk Veiga do Rio e da TV Tupi (Rio) e Canal 2 (atual TVC - São Paulo).

### Falecimento
Júlio César de Mello e Souza faleceu no dia 18 de junho de 1974, em Recife (vítima de um ataque cardíaco) onde estava ministrando os cursos “A Arte de Contar Histórias” e “Jogos e Recreações” no Colégio Soares Dutra. Deixou uma série de instruções para seu sepultamento (que aconteceu no Rio de Janeiro): além da mensagem que devia ser lida, exigiu caixão de terceira classe, plantas anônimas, nada de coroas, de luto e de discursos. Tudo para que seu enterro fosse “o mais modesto possível”.

### Obras
Júlio César escreveu ao longo de sua vida cerca de 120 livros (sendo 69 de contos e 51 de matemática recreativa, didática da matemática, história da matemática e ficção infanto-juvenil), tendo publicado com seu nome verdadeiro ou sob pseudônimo.
Os livros escritos como "Prof Mello e Souza", depois da criação do Malba Tahan, aparecem assinados com os 2 nomes, com Malba Tahan aparecendo em destaque (já que este tornara-se mais famoso que o próprio).
Já os livros assinados apenas por Malba Tahan, não há menção alguma ao "Prof Mello e Souza".

#### Como "Prof Mello e Souza"
Júlio César de Mello e Souza escreveu alguns livros de Matemática com colegas do Colégio Pedro II, como Cecil Thiré e Euclides Roxo e Irene Albuquerque. Eles participaram do movimento de modernização do ensino da matemática no Brasil. Uma das finalidades destes autores era associar a matemática com diversão, lazer, prazer, criatividade e alegria. Durante muitos anos, Júlio César foi responsável pela Revista Al-Karism de recreações matemáticas.
| Ano de Lançamento | Título                                                     | Descrição |
| ----------------- | ---------------------------------------------------------- | --- |
| 1930              | Curso de Matemática 3º Ano                                 | Com a colaboração de Cecil Thire e Euclides Roxo |
| 1931              | Geometria Analítica                                        | |
| 1932              | Matemática Comercial                                       | Com a colaboração de Cecil Thire e Nicanor Lengruber |
| 1932              | Matemática 1º Ano                                          | Com a colaboração de Cecil Thire |
| 1932              | Matemática 2º Ano                                          | Com a colaboração de Cecil Thire |
|                   | Exercícios de Matemática 5º Ano                            | Com a colaboração de Cecil Thire e Euclides Roxo |
|                   | Exercícios de Matemática Comercial                         | Com a colaboração de Cecil Thire e Nicanor Lengruber |
|                   | Matemática Financeira                                      | Com a colaboração de Cecil Thire e Nicanor Lengruber |
| 1932              | Trigonometria Hiperbólica                                  | Estudo das funções hiperbólicas e suas aplicações. Tese para concurso. |
| 1933              | Curso de Matemática 4º Ano                                 | Com a colaboração de Cecil Thire e Euclides Roxo |
| 1933              | Estudo elementar das curvas                                | Tese para concurso. Nesse livro foram estudadas curvas definidas por equações moduladas. |
| 1933              | Funções Moduladas                                          | Representação cartesiana das funções moduladas. Primeiras noções. Estudo totalmente original em Matemática. |
| 1934              | Matemática Divertida e Curiosa                             | Jogo, recreações e problemas curiosos. Figura nesse livro o famoso problema dos sete navios de Laisant. |
| 1934              | Geometria Analítica - no espaço de duas dimensões          | Livro didático. Estudo dos sistemas de coordenadas. Estudo da reta e das curvas notáveis. |
| 1934              | Exame de Admissão                                          | Com a colaboração de Cecil Thire |
|                   | Exercício e Formulários de Geometria                       | Com a colaboração de Cecil Thire |
|                   | Curso de Matemática 1º Ano                                 | Com a colaboração de Cecil Thire e Euclides Roxo |
| 1936              | Matemática 3º Ano                                          | Com a colaboração de Cecil Thire |
|                   | Exercício de Matemática 1º Ano                             | Com a colaboração de Cecil Thire |
|                   | Exercício de Matemática 2º Ano                             | Com a colaboração de Cecil Thire |
| 1936              | Curso de Matemática 5º Ano                                 | Com a colaboração de Cecil Thire e Euclides Roxo |
| 1937              | Tudo é Fácil                                               | Com a colaboração de Irene de Albuquerque |
| 1938              | Matemática Fácil e Atraente                                | Com a colaboração de Irene de Albuquerque |
| 1938              | Exercício de Matemática 3º Ano                             | Com a colaboração de Cecil Thire |
| 1939              | Histórias e Fantasias da Matemática                        | A vida Pitágoras. Origem da geometria. Estudo da reta. O planeta 293. O escândalo da Geometria. A Matemática na vida Militar, etc... Figura nesse livro o famoso conto oriental "Minha Paixão pela Doutora".                                                            |
| 1940              | Dicionário Curioso e Recreativo da Matemática              | Obra em dois volumes e três fascículos, até à letra “F”. Terminou na letra “E” por causa da deficiência de meios tipográficos (sinais matemáticos). |
| 1940              | Curso de Matemática 2º Ano                                 | Com a colaboração de Cecil Thire e Euclides Roxo |
|                   | Exercício de Matemática 4º Ano                             | Com a colaboração de Cecil Thire |
| 1941              | Matemática Divertida e Pitoresca                           | Problemas curiosos. Sofismas algébricos. Recreações geométricas, etc... |
| 1942              | Matemática Divertida e Fabulosa                            | Problemas curiosos. Recreações geométricas. Frases célebres. Erros e disparates. |
| 1943              | Matemática Ginasial 1º Série                               | Com a colaboração de Cecil Thire e Euclides Roxo |
| 1943              | Matemática Ginasial 2º Série                               | Com a colaboração de Cecil Thire e Euclides Roxo |
| 1943              | Matemática Divertida e Diferente                           | Curiosidades numéricas. Erros e disparates. Anedotas. Problemas curiosos. Números cabalísticos. Epigramas geométricos. Paradoxos, etc... |
| 1943              | Diabruras da Matemática                                    | Problemas curiosos. Sofismas algébricos. Singularidade dos números. Adivinhações matemáticas. Cálculos pitorescos. Recreações geométricas, etc... |
| 1944              | Matemática Ginasial 3º Série                               | Com a colaboração de Cecil Thire e Euclides Roxo |
| 1945              | Meu Caderno de Matemática                                  | Matemática para curso de admissão. |
| 1945              | As Grandes Fantasias da Matemática                         | A origem dos números. A gloria de um irracional. Divisão Áurea. O problema das abelhas. O profeta, o anti-cristo e a Matemática. Dona Derivada sorriu para você. Curvas curiosas e delirantes, etc... Alguns artigos foram aproveitados em obras posteriores.           |
| 1947              | O Escândalo de Geometria                                   | Estudo elementar das geometrias não-euclidianas, seguindo de um estudo das primeiras nações elementares sobre o conceito da curvatura. |
| 1950              | Matemática, Aritmética                                     | Série admissão. Livro didático. |
| 1951              | Matemática Suave e Divertida                               | Contos, Histórias e Problemas Curiosos. Recreações e charadas matemáticas. Números singulares. Aritmética divertida. Álgebra pitoresca, etc... |
| 1954              | Folclore da Matemática                                     | Lendas, Histórias e Curiosidades. Os números nas tradições sertanejas, na linguagem popular, etc... Este livro seria chamado mais tarde de "Os Números Governam o Mundo"                                                                                                |
| 1955              | Diário de Lúcia                                            | Com a colaboração de Irene de Albuquerque |
| 1955              | Alegria de Ler                                             | Antologia moderna, organizada especialmente para o Curso de Admissão. |
| 1957              | Técnicas e Procedimentos Didáticos no Ensino da Matemática | Fatores que interferem no ensino da Matemática. |
| 1957              | A Arte de Ler e de Contar Histórias                        | Livro de feição rigorosamente didática, com várias fotografias. |
| 1957              | Didática da Matemática                                     | Pequena súmula sobre problemas da Didática em Matemática. A Matemática, seu conceito e sua importância. Alguns capítulos foram incluídos em outras obras. |
|                   | A Arte de Ser um Perfeito Mau Professor                    | Livro inspirado no sábio preceito de Santo Agostinho: “Condenar com intransigência o pecado, mas tudo fazer para esclarecer e salvar o pecador”. |
| 1958              | Apostilas de Didática Especial da Matemática               | Com a colaboração de Manoel Jairo Bezerra e Ceres Marques de Moraes |
| 1959              | A Equação da Cruz                                          | Publicada pelo autor para o III Congresso Brasileiro do Ensino da Matemática. Rio 1959. Apresenta o autor uma equação do 1º grau cuja pintura é uma Cruz |
| 1960              | Antologia da Matemática I                                  | Contendo histórias, lendas e fantasias. Paradoxos e curiosidade. Recreações numéricas. Problemas célebres. Astronomia pitoresca. Erros famosos, etc... com muitas notas, pensamentos e ilustrações. Figura nesse livro o famoso conto intitulado No Círculo do Chicote. |
| 1961              | Antologia da Matemática II                                 | Coletânea de curiosidades, biografias contos e fantasias, problemas famosos. Figura nesse livro um estudo bastante curioso sobre a estrela mais próxima do sol. |
| 1961              | Didática da Matemática, Volume 1                           | Conceito de Matemática. O algebrismo. Métodos obsoletos e Métodos clássicos. Valores da Matemática. Procedimentos didáticos. Métodos clássicos. O método da preleção em Matemática. O método da lição marcada. O método heurístico.                                     |
| 1962              | Didática da Matemática, Volume 2                           | O estudo dirigido e semi-dirigido em Matemática. O método do laboratório. O método eclético comum. O jogo de classe em Matemática. As teorias sobre o jogo. Metodologia do jogo de classe. Recreações matemáticas.                                                      |
| 1962              | Matemática Divertida e Delirante                           | Problemas curiosos. Erros e disparates. Números cabalísticos. Astronomia pitoresca. Recreações numéricas. Sofismas e paradoxos. Animais calculadores. Lenda e fantasias.                                                                                                |
|                   | O Jogo do Bicho à Luz da Matemática                        | |
| 1965              | Os Números Governam o Mundo                                | Curiosidades numéricas colhidas no folclore da Matemática. |
| 1965              | Matemática Recreativa                                      | Fatos e fantasias. Erros e singularidades. Curiosidades sobre as expressões matemáticas. Anedotas famosas. Estudo completo sobre Palindromia. |
| 1965              | O Problema das Definições em Matemática                    | Erros, dúvidas e curiosidades. Conceitos que não podemos definir. Como definir o tempo? Os princípios de Pascal. As definições e suas modalidades. Problemas relacionados com as definições.                                                                            |
| 1967              | A arte de ser um perfeito mau professor                    | |
| 1967              | O Mundo Precisa de Ti Professor                            | Primeiras noções sobre a ética Profissional do Professor |
| 1967              | O Professor e a Vida Moderna                               | Casos, contos e comentários. Estudo do método dos jograis com caderno dirigido. Figura nesse livro o famoso conto “O Professor e a Borboleta”. |
| 1966              | A Lógica na Matemática                                     | Como definir o conceito. A base lógica da matemática. Regras de Pascal. Definição lógica. O método axiomático. As diversas axiomáticas. As demonstrações em Matemática. A base lógica da Matemática. Com várias notas, gravuras e curiosidades.                         |
| 1969              | Antologia do Bom Professor                                 | Artigos e comentários de alto interesse para o mestre em geral. |
| 1969              | Páginas do Bom Professor                                   | Trechos selecionados sobre Pedagogia, notas, conceitos e observações notáveis. |
| 1969              | Roteiro do Bom Professor                                   | |
| 1973              | Acordaram-me de madrugada                                  | Recordações de antigo aluno do Colégio Pedro II. |
| 1974              | A Matemática na Lenda e na História                        | |
| 1974              | As Maravilhas da Matemática                                | Estudos das curvas patológicas. Curiosidades Matemáticas. Problemas notáveis. A Matemática das abelhas. Os mártires da Matemática. O paradoxo do infinito. Goethe e a tabuada da feiticeira. A pirâmide humana de Newton. O ponto de ouro.                              |
|                   | Tábuas Completas (logarítimos e formulários)               | Logarítimos e formulários. Aritmética e Álgebra, Geometria e Trigonometria. Geometria Analítica. Cálculo Diferencial. Cálculo Integral. |
|                   | Pathimel                                                   | Com a colaboração de Cecil Thire e Jurandir Paes Leme |
|                   | Damião                                                     | Assunto: Revista dedicada a causa do reajustamento social do hanseniano. |

#### ComoMalba Tahan
Os livros assinados apenas como Malba Tahan trazem fábulas e lendas passadas no Oriente, à maneira dos contos de Mil e Uma Noites.
| Ano de Lançamento | Título                                                           | Descrição |
| ----------------- | ---------------------------------------------------------------- | --- |
| 1925              | Contos de Malba Tahan                                            | - Somente o primeiro volume foi assinado pelo Prof Mello e Souza. A partir do 2o, foi assinado por Maba Tahan - Com esse livro iniciou Malba Tahan a sua carreira literária.                                                                                           |
| 1927              | Céu de Allah                                                     | - Contos orientais. - Figuram nesse livro, além de vários outros, três contos famosos: “O livro do destino”, “Os três homens iguais” e “O mendigo das moedas de ouro”. Menção honrosa da ABL.                                                                          |
| 1929              | Amor de beduíno                                                  | Contos orientais. Prefácio do saudoso Prof. Jean Achar. Capa do professor Chamberland. Os contos foram incluídos em outros livros. É obra muito rara. |
| 1929              | Lendas do deserto                                                | Contos orientais. |
| 1931              | Mil Histórias Sem Fim, vol 1                                     | |
| 1933              | Mil Histórias Sem Fim, vol 2                                     | |
| 1933              | Lendas do céu e da terra                                         | - Lendas cristãs. - Livro aprovado pela igreja católica. - Alguns trechos desse livro já foram citados por ilustres e brilhantes pregadores brasileiros. - Adotado como livro de leitura em muitos colégios religiosos do Brasil.                                      |
| 1933              | Lendas do oásis                                                  | Contos orientais. |
| 1935              | Maktub                                                           | Lendas orientais. Com uma carta-prefácio do General Turco Khara Ulugberg. |
| 1935              | Amigos Maravilhosos                                              | Novela infantil. Todos os episódios são ocorridos no interior do Ceará. |
| 1936              | Alma do oriente                                                  | Contos orientais. Notas curiosas sobre a vida árabe e os nômades do deserto. |
|                   | A pequenina luz azul                                             | Conto infanto-juvenil de origem árabe. |
| 1937              | Novas Lendas do Deserto                                          | Contos orientais. Os contos que figuram neste livro passaram para outros do mesmo autor. |
| 1938              | O Homem que Calculava: aventuras de um singular calculista persa | |
| 1939              | Paca, Tatu...                                                    | Contos infantis. Com um apêndice no qual figuram sugestões e indicações metodológicas sobre a Arte de Contar Histórias. Foi incluída na parte final a história, “História da Onça que queria acordar cedo”, na qual são estudadas as vozes dos animais.                |
| 1941              | A sombra do arco-íris, vols 1, 2 e 3                             | Obra em três volumes, com prefácio do autor. Novela oriental para adolescentes, na qual foram incluídos 870 poetas brasileiros e mais de 100 poetas estrangeiros. Figuram no livro os versos mais famosos da língua portuguesa.                                        |
| 1943              | Lendas do povo de Deus                                           | - Contos yidsches. Preces, lendas, parábolas e alegorias israelitas extraídas do Talmude, da Bíblia, de livros santos e das principais antologias judaicas. - Figuram nessa obra lendas judaicas e algumas parábolas de Jesus.                                         |
| 1943              | O Livro de Aladim                                                | Contos orientais, contendo várias notas sobre o Islam. |
|                   | O Rabi, o Cocheiro e os Anjos de Deus.                           | Contos idsche, para adolescentes, e adultos. |
|                   | Os Sonhos do Lenhador                                            | Conto chinês. Como pode um juiz fazer justiça equiparando a realidade ao sonho. |
| 1947              | O Guia Carajá                                                    | Lenda do sertão do Brasil. |
| 1947              | O Inferno de Dante (vols 1 e 2)                                  | Tradução anotada e Comentada sob a forma de narrativa. Com a biografia completa de Dante Alighieri. |
| 1950              | A Caixa do Futuro                                                | |
| 1951              | Lendas do bom rabi                                               | Seleção de contos. |
| 1951              | Minha vida querida                                               | Precedido do artigo Radia! Radia! (O Poeta das três Recusas) e biografia de Malba Tahan. |
| 1954              | Aventuras do rei Baribê                                          | Romance oriental infanto-juvenil. Nesse livro foi incluída a famosa lenda sobre a origem da palavra xibolete. |
| 1954              | Seleções                                                         | Uma seleção dos melhores contos |
| 1955              | Meu Anel de Sete Pedras                                          | Estudos relacionados com o folclore da Matemática. Adivinhas populares. Unidades pitorescas. Problema da Besta do Apocalipse, etc... |
| 1955              | A Lua                                                            | Astronomia dos Poetas Brasileiros. Estudo da Lua. Lendas e tradições sobre a Lua. A Lua e os mitos simbolismo da Lua. O folclore e a lua. A Lua e o luar na poética brasileira. Erros, crendices e superstições. A verdade sobre a lua.                                |
| 1955              | Sob o Olhar de Deus                                              | Romance. Problemas sociais e religiosos de alta profundidade são debatidos nesse romance que não poderá, de forma alguma, interessar às crianças. Mesmo em se tratando de obra estritamente moral, seus conceitos só podem ser assimilados por espíritos esclarecidos. |
|                   | A Girafa Castigada                                               | Conto infantil inspirado no Evangelho. |
|                   | Al-Karismi                                                       | Assunto: Recreações Matemáticas. |
|                   | Lilavati                                                         | Assunto: Recreações Matemáticas. |
| 1956              | Mil Histórias sem Fim                                            | |
| 1958              | Caixa do futuro                                                  | Novela infantil. Nesse curioso romance aparece um país chamado Brenan, onde tudo é brenan. |
| 1959              | Novas Lendas Orientais                                           | Figuram nesse livro, as lendas mais curiosas do Oriente: “A Primeira Rúpia”, “Treze, Sexta Feira”, “Uma Aventura de amor no Reino do Sião”, etc... |
| 1959              | O Bom Caminho                                                    | Compêndio para educação moral e religiosa. Para o Curso Ginasial. Livro aprovado pela Igreja Católica. |
| 1962              | Terceiro Motivo                                                  | Conto e lendas orientais. |
|                   | O Tesouro de Bresa                                               | Conto que vem relembrar a velha Babilônia. |
| 1967              | A Estrela dos Reis Magnos                                        | |
| 1967              | Romance do Filho Pródigo                                         | Romance baseado na parábola do filho pródigo, que é uma das páginas mais comoventes do Evangelho. |
| 1967              | Ainda não Doutor                                                 | |
| 1969              | Numerologia                                                      | Sete notáveis preceitos sobre o nome. A numerologia e seu segredo. O número da Besta do Apocalipse. Os números do Apocalipse. Como proceder ao estudo numerológico do nome.                                                                                            |
| 1970              | Iazul                                                            | Seleção dos mais curiosos e atraentes contos orientais. |
| 1970              | Salim, o Mágico                                                  | Novela ocorrida durante o califado El-Walid, de Damasco, na qual, mercê de acontecimentos dramáticos de absoluta singularidade, um crente de Allah atinge o apogeu do prestígio e da gloria ocupando os mais altos cargos da corte.                                    |
| 1970              | O Mistério do Mackensista                                        | Estranho caso policial verídico. Trata-se de um livro profundamente humano cuja finalidade é lutar com desassombro por uma causa nobre (reabilitação dos hanseniano). É livro que encerra muitas curiosidades revestidas do mais alto espírito de veracidade.          |
| 1974              | Belezas e Maravilhas do Céu                                      | |
|                   | A História Da Onça Que Queria Acordar Cedo                       | Conto para criança. A sua finalidade precípua é ensinar ao pequenino leitor mais de cem vozes de animais. |

## Biografia de seus Pseudônimos

### ProfessorBreno Alencar Bianco
Breno Alencar Bianco é um outro pseudônimo do Julio Cesar. Este nome foi escolhido para homenagear o General Heitor Bianco de Almeida Pedroso. As iniciais BAB, em persa, significam “porta”.
Julio Cesar criou este personagem para auxiliá-lo na composição dos enredos, escrevendo as notas de rodapé e sendo o tradutor do árabe para português das obras de Malba Tahan.

### Salomão IV
Aos 12 anos de idade, uma das brincadeiras prediletas de Julio Cesar era escrever e publicar uma revistinha feita à mão, com reportagens, histórias ilustradas e adivinhas. A revista chamava-se "ERRE!" e, em janeiro de 1908, assinou-a como sendo o editor Salomão IV, seu primeiro pseudônimo.

## Honrarias
- Existe uma rua no Rio de Janeiro, no bairro de São Cristovão, chamada "Melo e Souza", em sua homenagem.
- Foi criada também uma outra rua no Rio de Janeiro, no bairro Recreio dos Bandeirantes, chamada Malba Tahan, em sua homenagem.
- A lei 12835 de 26 de junho de 2013 institui o dia 6 de maio, seu dia de nascimento, como Dia Nacional da Matemática.